# فيك كرو
فيك كرو (بالإنجليزية: Vic Crowe)‏ هو مدرب كرة قدم ولاعب كرة قدم بريطاني، ولد في 31 يناير 1932 في أبرسينون ‏ في المملكة المتحدة، وتوفي في 21 يناير 2009 في Sutton Coldfield ‏ في المملكة المتحدة. شارك مع منتخب ويلز لكرة القدم. أما مع النوادي، فقد لعب مع أتلانتا تشيفز وأستون فيلا ونادي بيتربورو يونايتد.

## وصلات خارجية
- فيك كرو على موقع قاعدة بيانات كرة القدم.إي يو (الإنجليزية)
- فيك كرو على موقع ناشيونال فوتبول تيمز (الإنجليزية)
- فيك كرو على موقع Soccerbase.com (مدرب) (الإنجليزية)
- فيك كرو على موقع عالم كرة القدم.نت (الإنجليزية)